# Eric Cantor
Eric Ivan Cantor (Richmond (Virginia), 6 juni 1963) is een Amerikaans politicus. Hij was een Republikeins afgevaardigde namens de staat Virginia van 2001 tot 2014. Sinds 2011 was hij de meerderheidsleider in het Huis van Afgevaardigden. Hij volgde John Boehner op die voorzitter van het Huis van Afgevaardigden werd.
Op 10 juni 2014 werd Cantor bij de voorverkiezingen in Virginia verslagen door partijgenoot David Brat. Het was de eerste keer dat een zittend meerderheidsleider van het Huis van Afgevaardigden een voorverkiezing verloor.
Cantor is sinds 1989 getrouwd met zijn vrouw Diana Marcy Fine die hij ontmoette op een blind date. Samen hebben zij drie kinderen. Ze is Democrate en in tegenstelling tot hem voor abortus en voor het homohuwelijk. Cantor is joods.
- International Standard Name Identifier: 0000 0000 7946 5847
- Library of Congress Control Number: n2010032226
- SNAC: w6vj6dnv
- Système universitaire de documentation: 237907704
- Biographical Directory of the United States Congress: C001046
- Virtual International Authority File: 121081664
- WorldCat: E39PBJgcXMPCQ8jVX6PWvHF7pP